# Понтелангорино (Ферара)
Понтелангорино (итал. Pontelangorino) је насеље у Италији у округу Ферара, региону Емилија-Ромања.
Према процени из 2011. у насељу је живело 1033 становника. Насеље се налази на надморској висини од 0 м.